# 勃氏新热鳚

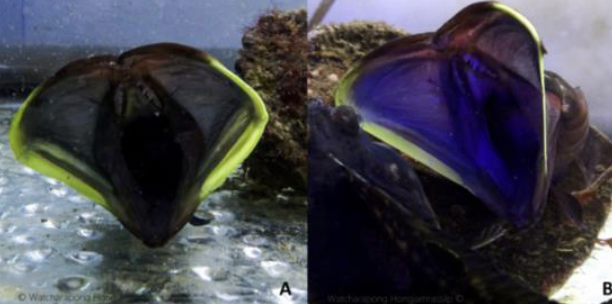
勃氏新熱䲁張嘴時可看到口腔內鮮豔的顏色

勃氏新熱䲁（學名：Neoclinus blanchardi），為輻鰭魚綱䲁形目煙管䲁科新熱鳚屬的一種，這個種名是為了紀念加州聖地牙哥的 S. B. Blanchard 博士，他收集了這種䲁的樣本，並將它們傳給了Charles Frédéric Girard，後者對其進行了描述，分布於東太平洋美國加利福尼亞州舊金山至墨西哥下加利福尼亞半島海域，深度3至73公尺，本魚體延長，頭大、短鈍，口具頰腭膜，當張開時其大小約閉合的四倍，體幾乎無鱗，具有巨大的胸鰭和較小的腹鰭，身體顏色從棕色到灰色不等，並帶有斑點，口腔內部顏色鮮豔，後部為黃色，頰腭膜會出現綠色螢光，體長可達30公分，壽命可達6年，棲息在潮間帶沙泥底質或裸露的岩石區，通常躲在貝殼、岩石縫隙甚至廢棄的空瓶罐，頭部露出，具有強烈的領域性，當發生領土爭鬥時，它們會張開嘴巴，以接吻的動作互相搏鬥，互相擠壓，直到其中一隻能夠咬住另一隻的頭。以甲殼類及浮游動物為食，雌魚產附著性卵，由雄魚守護魚卵。

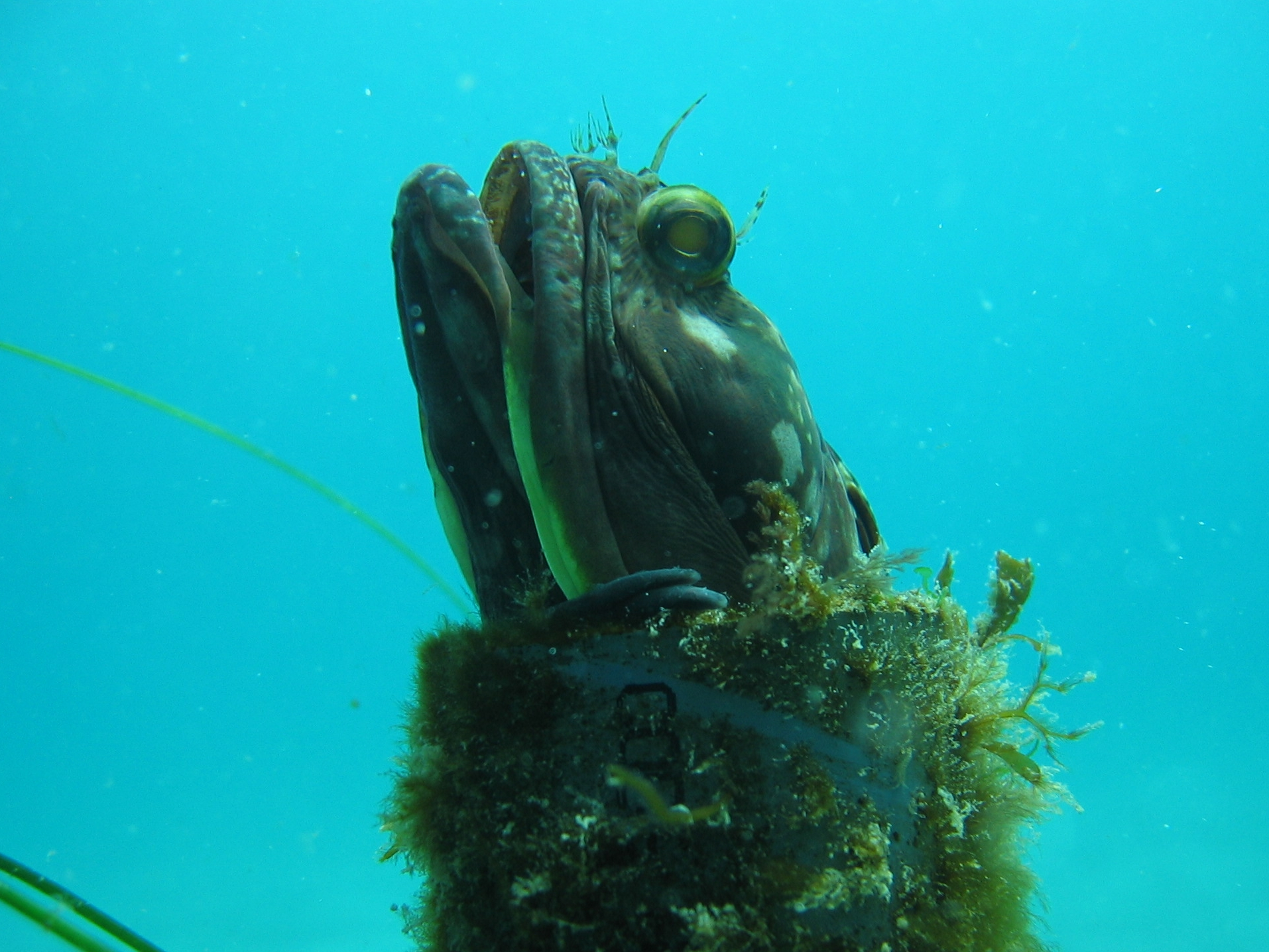
一尾勃氏新熱䲁躲藏在塑膠管

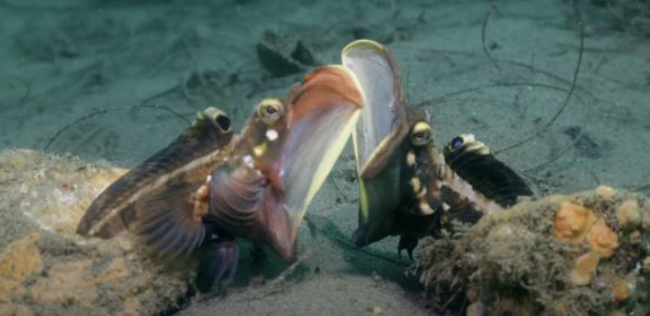
兩尾勃氏新熱䲁爭奪地盤

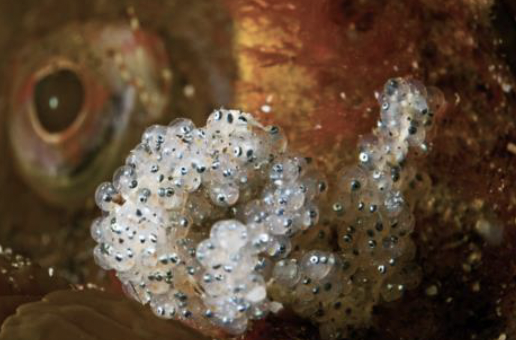
勃氏新熱䲁的卵